# Кореновски рејон
Кореновски рејон (рус. Кореновский район) административно-територијална је јединица другог нивоа и општински рејон смештен у централном делу Краснодарске покрајине, односно на југозападу европског дела Руске Федерације.
Административни центар рејона је град Кореновск.
Према подацима националне статистичке службе Русије за 2017. на територији рејона живело је 86.480 становника или у просеку око 60,3 ст/км². По броју становника налази се на 20. месту међу административним јединицама Покрајине. Површина рејона је 1.433 км².

## Географија
Кореновски рејон се налази у централном делу Краснодарске покрајине, обухвата територију површине 1.433 км² и по том параметру спада међу рејоне просечне величине. Граничи се са Брјуховечким рејоном на северу, на истоку и југоистоку су Виселковски и Устлабински рејон, на југу је Дински, а на западу Тимашјовски рејон.
Рељефно то је једнолична степа Кубањско-приазовске низије испресецана бројним водотоцима и мањим ујезереним површинама. Најважнији водотоци су Бејсужек Леви који тече централним делом, река Бејсуг тече северним, а Кирпили јужним делом рејона. 

## Историја
Кореновски рејон је званично успостављен 2. јуна 1924. као једна од административних јединица тадашњег Кубањског округа Југоисточне област и првобитно се састојао од 19 сеоских совјета. Пре него што је ушао у састав Краснодарске покрајине 1937. налазио се у границама, прво Северно-кавкаске, а потом и Азовско-црноморске покрајине. 
Привремено је био расформиран у периоду од фебруара 1963. до марта 1964. године. 

## Демографија и административна подела
Према подацима са пописа становништва из 2010. на територији рејона живело је укупно 85.264 становника, док је према процени из 2017. ту живело 86.480 становника, или у просеку око 60,3 ст/км². По броју становника Виселковски рејон се налази на 00. месту у Покрајини. 
| 1959.  | 1970.  | 1979.  | 1989.  | 2002.  | 2010.  | 2017.   |
| ------ | ------ | ------ | ------ | ------ | ------ | ------- |
| 62.668 | 77.083 | 78.597 | 77.131 | 85.259 | 85.264 | 86.480* |

Напомена:* Према процени националне статистичке службе. 
На територији рејона налазе се укупно 30 насељених места административно подељена на 10 другостепених општина (9 руралних и једну градску). Административни центар рејона и његово највеће насеље је град Кореновск са око 42.000 становника. Веће насеља на тлу рејона је још и станице Платнировскаја (12.000 становника).

## Саобраћај
Преко територије Кореновског рејона пролази железничка пруга Краснодар−Тихорецк и национални аутопут М4 „Дон” Новоросијск−Москва.